# آبرالية عارية الوجه
آبرالية عارية الوجه (باللاتينية: Abralia fasciolata) هي نوع من الإنوبلوتوثتيات رأسيات القدم، معروفة فقط في خليج العقبة. يمكن أن يصل طول الذكور الناضجة حتى 27 مم. ويصل طول الحاملات منوية لـ3–3.5 مم.